# Stuart R. Schram

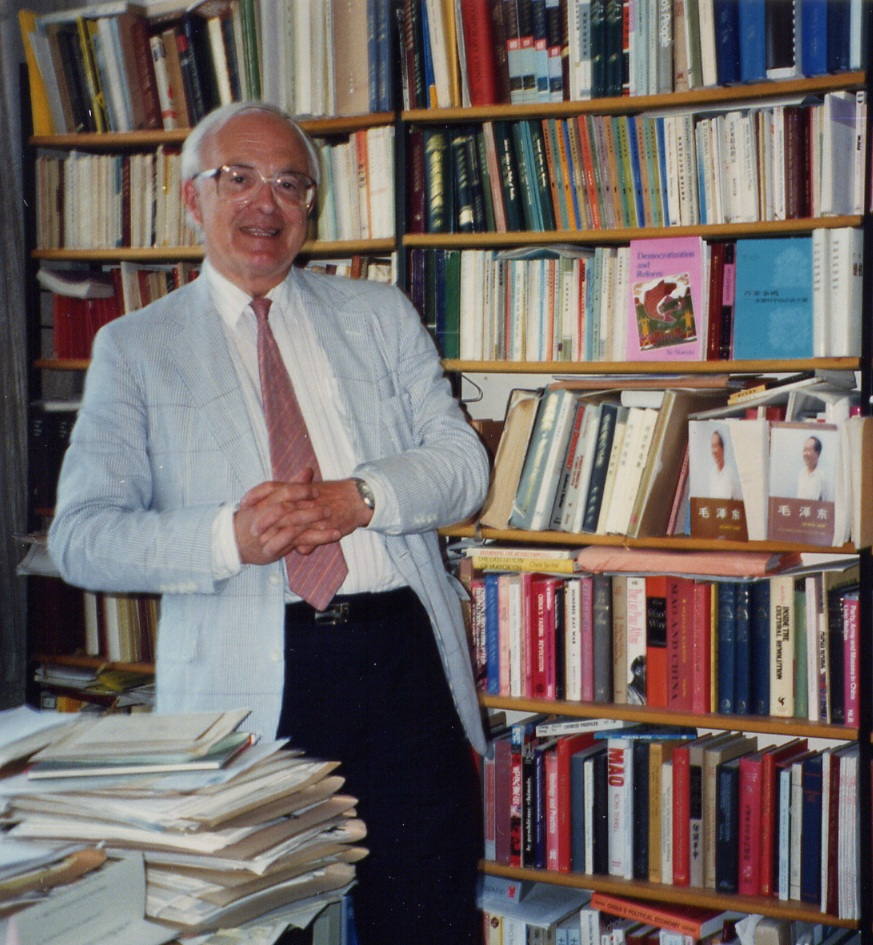
Professor Stuart Schram in seinem Büro an der SOAS, London (Sommer 1989)

Stuart Reynolds Schram (geb. 27. Februar 1924 in Excelsior, Minnesota; gest. 8. Juli 2012 in Frankreich) war ein US-amerikanischer Physiker, Politikwissenschaftler und Sinologe.

## Leben
Schram studierte an der University of Minnesota und machte 1944 seinen Abschluss mit summa cum laude. Nach seinem Abschluss wurde er angeworben und zog nach Chicago, um am Manhattan-Projekt zu arbeiten. Nach dem Zweiten Weltkrieg schrieb er sich an der Columbia University ein, wo er Politikwissenschaft studierte und in Frankreich promovierte. Sein Interesse wandte sich in den 1950er Jahren China zu, als er anfing, Chinesisch zu lernen. Er spezialisierte sich auf das Studium der modernen chinesischen Politik und ist insbesondere bekannt für seine Arbeiten über das Leben und Denken von Mao Zedong, insbesondere sein vielbändiges Mao’s Road to Power: Revolutionary Writings. Seine Mao-Biographie wurde 1966 von Penguin Books veröffentlicht. Er wurde von der Londoner School of Oriental and African Studies (SOAS) eingeladen, und Schram gründete das Contemporary China Institute und war Mitautor von China Quarterly. 1989 zog er zurück in die USA. Auf Wunsch von Roderick MacFarquhar, dem Direktor des Fairbank Center for Chinese Studies an der Harvard-Universität, begann er, eine Reihe von Schriften von Mao Zedong zu übersetzen und zu bearbeiten, von denen die meisten vor seinem Tod veröffentlicht wurden. Er starb im Juli 2012 in Frankreich an einem Schlaganfall.
Einige seiner Publikationen wurden auch ins Deutsche übersetzt.

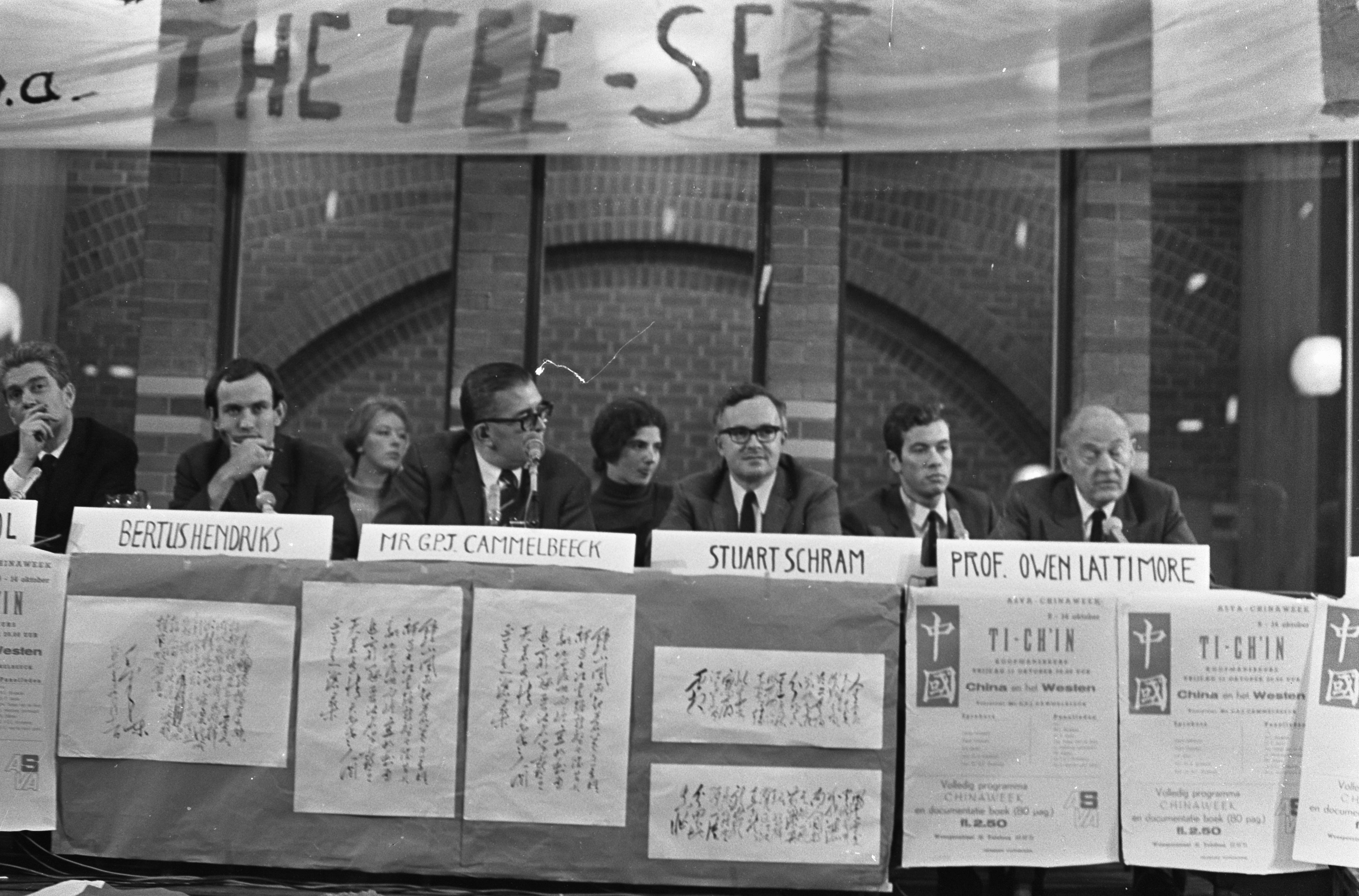
Stuart Schram und Owen Lattimore (Amsterdam, 1967)

## Publikationen (Auswahl)
- 1954. Protestantism and Politics in France. Corbiére & Jugain.
- 1966. Mao Tse-tung. Penguin Books.
- 1967. trans. Mao Tse-Tung: Basic Tactics. Pall Mall Press.
- 1969. The Political Thought of Mao Tse-tung. Praeger.
- 1974. Mao Tse-tung Unrehearsed. Penguin Books. ISBN 978-0-14-021786-5
- 1975. Chairman Mao Talks to the People: Talks and Letters: 1956–1971. Pantheon Books. ISBN 978-0-394-70641-2
- 1983. Mao Zedong: a Preliminary Reassessment.  Hong Kong: Chinese University Press. ISBN 978-962-201-303-2
- 1985. ed. The Scope of State Power in China. School of Oriental and African Studies. ISBN 978-0-7286-0122-2
- 1989.  The Thought of Mao Tse-Tung. Cambridge University Press. ISBN 978-0-521-31062-8
- 1992–. mit Nancy Jane Hodes. Mao’s Road to Power: Revolutionary Writings 1912-1949.  New York: M. E. Sharpe.
  - 1992. Volume I: The Pre-Marxist Period, 1912–1920. ISBN 978-1-56324-457-5
  - 1992. Volume II: National revolution and social revolution, December 1920–June 1927. ISBN 978-1-56324-430-8
  - 1995. Volume III: From the Jinggangshan to the establishment of the Jiangxi Soviets, July 1927–December 1930. ISBN 978-1-56324-439-1
  - 1997. Volume IV: The Rise and Fall of the Chinese Soviet Republic, 1931–1934. ISBN 978-1-56324-891-7
  - 1998. Volume V: Toward the Second United Front, January 1935–July 1937. ISBN 978-0-7656-0349-4
  - 2004. Volume VI: The New Stage, August 1937–1938. ISBN 978-0-7656-0793-5
  - 2005. Volume VII: New Democracy, 1939–1941 . ISBN 978-0-7656-0794-2
  - 2015. Volume VIII: From Rectification to Coalition Government, 1942-July 1945 (mit Timothy Cheek und Nancy Jane Hodes). Routledge, New York / London 2015.
- Mao Zedong (Mao Tse-tung). In: Encyclopedia of Chinese Philosophy, herausgegeben von Antonio S. Cua. Routledge, 2003.